# Ferdinand 2. af Aragonien
Ferdinand 2. af Aragonien (spansk: Fernando II de Aragón; catalansk: Ferran II d'Aragó), kaldet Ferdinand den Katolske (spansk: Fernando el Católico; catalansk: Ferran el Catòlic), (10. marts 1452 i Sos, Aragonien – 23. juni 1516 i Madrigalejo, Extremadura) var konge af Aragonien, Kastilien, Sicilien, Napoli og Navarra samt greve af Barcelona. Han var tillige konge af et forenet Spanien i årene 1479-1516.

## Biografi
Han var søn af Johan 2. af Aragonien fra hans andet ægteskab med Juana Enriquez. Den 19. oktober 1469 giftede han sig med sin kusine, Isabella 1. af Kastilien. Dette førte til de to riger Aragonien og Kastilien blev forenet i en personalunion i 1479. De to styrede det nye rige i fællesskab. Deres ægteskab resulterede i en guldalder for Spanien. Riget kom til at omfatte hele den iberiske halvø og Spanien blev Europas ledende stormagt. Den spanske inkvisition blev etableret i 1478. I forbindelse med erobringen af Emiratet Granada i 1492 blev jøderne drevet ud af Spanien.[kilde mangler]
Ferdinand og Isabella støttede også handels- og opdagelsesrejsende. Deres støtte af Columbus førte til den spanske koloniseringen af Latinamerika.

## Ægteskaber og børn
- Gift med (1469) Isabella 1. af Kastilien
- Gift med (1506) Germaine de Foix

### Børn
Børn i 1. ægteskab
- Isabella (1470–1498), gift med 1) Arveprins Alfonso af Portugal, 2) Manuel 1. af Portugal
- Juan (1478–1498)
- Johanne den Vanvittige (1479–1555)
- Maria (1482–1517), gift med Manuel 1. af Portugal
- Katharina af Aragonien (1485 – 1536), gift med Henrik 8. af England

Børn i 2. ægteskab
- En søn, født og død 1509

## Eksterne links
- Wikimedia Commons har flere filer relateret til Ferdinand 2. af Aragonien

| Ferdinand 2.Huset TrastámaraFødt: 10. marts 1452 Død: 23. januar 1516 |                                                                   |                                    |
| Titler som regent                                                     |                                                                   |                                    |
| Foregående: Johan II                                                  | Konge af Sicilien 1468–1516                                       | Efterfølgende: Karl V              |
| Foregående: Johan II                                                  | Konge af Aragonien Konge af Valencia Greve af Barcelona 1479–1516 | Efterfølgende: Karl V              |
| Foregående: Ludvig 12. af Frankrig                                    | Konge af Napoli 1504–1516                                         | Efterfølgende: Karl V              |
| Foregående: Henrik IV                                                 | Konge af Kastilien Konge af León med Isabella 1474–1504           | Efterfølgende: Johanne med Filip I |